# Sociální podnik
Sociální podnik je organizace, která uplatňuje komerční strategie k maximalizaci zlepšení finančního, sociálního a environmentálního blahobytu. To může vedle zisků pro spoluvlastníky zahrnovat i maximalizaci sociálního dopadu jejich činnosti.
Sociální podniky mají obchodní, environmentální a sociální cíle. V důsledku toho jejich sociální cíle určují jejich směřování, což je odlišuje od jiných organizací a společností.
Hlavním účelem sociálního podniku je podporovat, povzbuzovat a provádět sociální změny finančně udržitelným způsobem.
Sociální podniky mohou poskytovat příležitosti k vytváření příjmů, které uspokojují základní potřeby lidí žijících v chudobě. Často tak vydělané příjmy z prodeje reinvestují do svého poslání. Nejsou závislí na filantropii a dokážou se dlouhodobě udržet. Obecně sociální podniky jsou tržně orientované subjekty, jejichž cílem je vytvářet společenskou hodnotu a zároveň dosahovat zisku k udržení své činnosti. Jedinečným způsobem kombinují finanční cíle se svým posláním v oblasti sociálního dopadu.
Sociální podnik může být udržitelnější než taková nezisková organizace, která spoléhá pouze na grantové peníze, dary nebo vládní politiku.

## Česká republika
Poslanecká sněmovna v listopadu 2024 schválila návrh zákona o sociálním podniku a o změně souvisejících zákonů.[potřebuje aktualizovat]
Podle definice TESSEA (tematická síť pro sociální ekonomiku): "Sociální podnik naplňuje společensky prospěšný cíl, který je formulován v zakládacích dokumentech. Vzniká a rozvíjí se na konceptu trojího prospěchu – ekonomického, sociálního a environmentálního." Integrační sociální podnik naplňuje společensky prospěšný cíl, kterým je zaměstnávání a sociální začleňování osob znevýhodněných na trhu práce.